# 't Geeft allemaal niks
 't Geeft allemaal niks is een single van Hydra. Het is een plaatje in de rij carnavalskrakers van 1974. Deze meedeiner kwam pas in de hitparade toen het carnaval eigenlijk al afgelopen was. Het zou nooit zo bekend worden als Den Uyl is in den olie en Kiele kiele Koeweit, de echte krakers van dat jaar. Net als Gerard Hoebens Maar wie holt van mekaar! is dit ook een atypische carnavalshit. Hydra komt uit Assen en omgeving en speelde in haar beginperiode hardrock, daarna dansmuziek. Muziekproducent is Willem van Kooten, alias Joost den Draaijer.
Bert Tinge, de tekstschrijver van dit lied, schreef onder meer ook Heya Jan Bols (voor schaatser Jan Bols) en Ajax wint de wereldcup (voor Ajax). Hij is geboren in Oudehaske, Friesland maar woont in 2011 in Zevenhuizen (Groningen). In 2011 is hij weer actief met zijn band De Specials.
Het lied werd in 2010 opgenomen in de medleys die De Toppers zongen, zie Toppers In Concert 2010.

## Hitnotering

### Veronica Top 40
| Hitnotering: week 8 t/m 10 in 1974 | Hitnotering: week 8 t/m 10 in 1974 | Hitnotering: week 8 t/m 10 in 1974 | Hitnotering: week 8 t/m 10 in 1974 | Hitnotering: week 8 t/m 10 in 1974 |
| Week:                              | 1                                  | 2                                  | 3                                  |                                    |
| ---------------------------------- | ---------------------------------- | ---------------------------------- | ---------------------------------- | ---------------------------------- |
| Positie:                           | 31                                 | 25                                 | 35                                 | uit                                |